# Politoer
Politoer is een oplossing van schellak in alcohol (methanol, ethanol, brandspiritus, enz.) die wordt gebruikt voor het aanbrengen van een beschermende of afdichtende, en vaak glanzende en heldere laag op een oppervlak, bijvoorbeeld hout.
Politoeren is het op hout aanbrengen van de politoer zodat een dunne, glanzende film ontstaat. Hiervoor wordt een katoenen doek gebruikt waarmee de vloeistof op het hout gewreven wordt. De alcohol verdampt snel waardoor in korte tijd verscheidene lagen na elkaar aangebracht kunnen worden. Soms wordt eerst puimsteenpoeder gebruikt om de houtporiën op te vullen, en minerale oliën om het openwrijven te vergemakkelijken. Het met politoeren afwerken van hout versterkt de dieptewerking van de houttekening (chatoyance-effect). Daartegenover staat dat het aanbrengen arbeidsintensief is en dat de politoerlaag niet tegen hitte (>60° C) of alcohol bestand is en ook niet tegen lange blootstelling aan water kan.

## Andere voorbeelden
- Een tekening, gemaakt met bijvoorbeeld houtskool, kan over tijd vervagen. Door er met een spuitbus heldere politoer over te spuiten wordt de tekening beschermd.
- Met zwarte politoer kan men antieke piano's een diepzwarte glans geven.